# 玉置孝匡
玉置 孝匡（たまき たかまさ、1972年4月11日 - ）は、日本の俳優。所属事務所は舞プロモーション。劇団「ペンギンプルペイルパイルズ」所属。

## 人物
- 趣味は音楽鑑賞(特にクラシック音楽好き)、絵画鑑賞。
- 特技はフルート演奏、日本舞踊。

## 来歴
1994年に大阪芸術大学芸術学部舞台芸術学科演技・演出コースを卒業後、兵庫県立「ピッコロ劇団」に入団。1997年に退団し上京、フリーの俳優として活動する。2004年、「ペンギンプルペイルパイルズ」に入団。

## 出演

### 舞台
- ペンギンプルペイルパイルズ「ドリルの上の兄妹」（2003年）
- 岩松了プロデュース「傘とサンダル」（2003年）
- KERA・MAP「青十字」（2003年）
- プリセタ「オートマチック」（2003年）
- ペンギンプルペイルパイルズ「スマイル・ザ・スマッシャー」（2004年）
- 阿佐ヶ谷スパイダースプレゼンツ「真昼のビッチ」（2004年）
- ペンギンプルペイルパイルズ「246番地の雰囲気」（2004年）
- ペンギンプルペイルパイルズ「機械」（2005年）
- 岩松了三本連続公演「センター街」（2005年）
- クリオネプロデュース「パリアッチ」（2005年）
- はえぎわ「Mジャクソンの接吻　Michael's Deep chuu-chuu」（2005年）
- ペンギンプルペイルパイルズ#10「不満足な旅」（2005年）
- ペンギンプルペイルパイルズ#11「道子の調査」（2006年）
- 阿佐ヶ谷スパイダースPRESENTS「イヌの日」（2006年）
- M&Oplays＋PPPPプロデュース「ワンマン・ショー」（2007年）
- ペンギンプルペイルズパイルズ「ゆらめき」（2007年）
- the company オフ・ブロードウェイ・シリーズ「バーム・イン・ギリヤド」（2008年）
- M&O playsプロデュース「まどろみ」（2008年）
- ペンギンプルペイルパイルズ＃13「審判員は来なかった」（2008年）
- プロペラ犬第2回公演「ジャージマン」（2008年）
- ネルケプランニング「吸血鬼」（2010年）
- トラストいかねぇ（2011年）
- 美男ですね（2011年）
- M&Oplaysプロデュース「鎌塚氏、放り投げる」（2011年）
- ネルケプランニング「ロミオ＆ジュリエット」（2012年）
- M&Oplaysプロデュース「鎌塚氏、すくい上げる」（2012年）
- ハロー,グッドバイ（2012年）
- ペンギンプルペイルパイルズ＃17「cover」（2013年）
- 歌喜劇/市場三郎〜温泉宿の恋（2016年4月22日 - 5月8日、東京グローブ座 / 5月13日 - 5月15日、シアター・ドラマシティ）
- 上を下へのジレッタ（2017年5月7日 - 6月4日、Bunkamura シアターコクーン / 6月10日 - 19日、森ノ宮ピロティホール） - テレビ番組プロデューサー 役
- 歌喜劇/市場三郎〜グアムの恋（2018年11月7日 - 12月2日、東京グローブ座 / 12月7日 - 12月10日、シアター・ドラマシティ）
- DISCOVER WORLD THEATRE vol.11『ウェンディ&ピーターパン』（2021年）[1]
- 歌妖曲〜中川大志之丞変化〜（2022年11月6日 - 30日、明治座 / 12月8日 - 12日、キャナルシティ劇場 / 12月17日 - 25日、新歌舞伎座）[2][3]
- 鎌塚氏、羽を伸ばす (2022年7月17日 - 8月28日、本多劇場 他) - 宇佐スミキチ 役
- 空中ブランコのりのキキ（2024年8月6日 - 31日、世田谷パブリックシアター / アクリエひめじ）[4][5]
- リーディングシアター「GOTT 神」（2024年10月11日 - 14日、パルテノン多摩 大ホール）[6]
- 天保十二年のシェイクスピア（2024年12月9日 - 2025年1月26日、日生劇場 他）[7][8]
- 鎌塚氏、震え上がる (2025年3 - 4月、世田谷パブリックシアター) - 宇佐スミキチ 役 [9]
- 歌喜劇 / 〜蘇る市場三郎 冥土の恋〜（2025年6月30日 - 8月10日、東京グローブ座 他）[10]
- Too young（2025年11月13日 - 24日〈予定〉、紀伊國屋ホール）[11]

### テレビドラマ
- 逃亡者 RUNAWAY（2004年7月18日 - 9月26日、TBSテレビ）
- 弁護士 灰島秀樹（2006年10月28日、フジテレビ）
- 帰ってきた時効警察 第4話（2007年5月4日、テレビ朝日）
- 囚われつかじ〜13人の容疑者〜 第5話・第7話・第8話・第10話（2008年、WOWOW）
- 大河ドラマ
  - 天地人（2009年、NHK総合）
  - 真田丸 第33話-第36話（2016年8月21日 - 9月11日、NHK総合） - 島左近 役
  - 光る君へ 第22話-（2024年6月2日 - 、NHK総合） - 源光雅 役[12]
- まっすぐな男 第4話（2010年2月2日、関西テレビ）
- 特上カバチ !! （2010年1月17日 - 3月21日、TBSテレビ）
- ブラッディ・マンディ -シーズン2-（2010年1月23日 - 3月20日、TBSテレビ）
- 連続テレビ小説
  - ゲゲゲの女房 第14話（2010年4月13日、NHK総合） - 車掌 役
  - わろてんか 第100話 - 第150話（2017年1月31日 - 3月30日、NHK総合） - 伊能商会専務・山下勝利 役
- URAKARA 第4話（2011年2月11日、テレビ東京）
- おトメさん 第2話・第4話（2013年1月24日・2月7日、テレビ朝日） - 有村洋二 役
- たべものがたり～彼女のこんだて帖 第5回「食卓旅行タイ篇～葉山ちかげのこんだて帖」（2013年4月14日、NHK BSプレミアム）
- TAKE FIVE～俺たちは愛を盗めるか～ 第7話（2013年5月31日、TBSテレビ）
- 激流～私を憶えていますか？～（2013年6月25日 - 8月13日、NHK総合）
- 怪奇大作戦 ミステリー・ファイル 第1話（2013年10月5日、NHK BSプレミアム） - 医師 役
- 壮絶！女のミステリー 第1弾 森村誠一サスペンス「孤独の密葬～翻訳家の殺人推理～」（2013年11月1日、フジテレビ）
- 21世紀新人シナリオ大賞ドラマ ～第12回「最後の仕事」～（2014年1月12日、テレビ朝日）
- その日のまえに（2014年3月23日 - 3月30日、NHK BSプレミアム）
- ルーズヴェルト・ゲーム 第3話（2014年5月11日、TBSテレビ）
- 松本清張ドラマスペシャル・死の発送（2014年5月30日、フジテレビ） - 野島 役
- みをつくし料理帖（2014年6月8日、テレビ朝日）
- 55歳からのハローライフ 第4話（2014年7月5日、NHK総合）
- 罪人の嘘（2014年8月31日 - 9月28日、WOWOW）
- シリーズ被爆70年 ヒロシマ 復興を支えた市民たち 第1回「鯉昇れ、焦土の空へ」（2014年9月26日、NHK広島）
- 新・刑事吉永誠一 第6話（2014年11月21日、テレビ東京） - 丸ノ内浩二 役
- 怪奇大作戦 ミステリー・ファイル「第1回 血の玉」（2014年12月15日、NHK BSプレミアム）
- 保育探偵25時～花咲慎一郎は眠れない！！～ 第8話（2015年3月6日、テレビ東京）
- 紅白が生まれた日（2015年3月21日、NHK総合） - 加藤圭介 役
- リスクの神様 第4話（2015年8月5日、フジテレビ）
- ヤメ刑探偵 加賀美塔子 FILE:03「歪んだ動機」（2015年9月7日、TBSテレビ） - 木崎刑事 役
- 民王 第7話（2015年9月11日、テレビ朝日） - 外務官僚 役
- 結婚式の前日に 第6話（2015年11月17日、TBSテレビ）
- 相棒
  - Season14 第9話「秘密の家」（2015年12月16日） - 佐竹修司 役
  - Season20 第15話「食わせもの」（2022年） - 工藤丈治 役
- ぼくのいのち（2016年3月23日、読売テレビ）
- 火の粉 第2話（2016年4月9日、東海テレビ） - インタビュアー 役
- 月曜名作劇場『税務調査官・窓際太郎の事件簿30』（2016年4月11日、TBSテレビ）
- 未解決事件 File．05「ロッキード事件」 第2部 実録ドラマ・第3部 日米の巨大な闇（2016年7月23日・7月24日、NHK総合）
- せいせいするほど、愛してる 第7話（2016年8月30日、TBSテレビ）
- シリーズ メガプロジェクト 開拓者たちの決断 第2回『“太陽の塔”のメッセージ～岡本太郎・小松左京～』（2016年10月2日、NHK BS1）
- 緊急取調室 SECOND SEASON 第3話「オウムを飼う二人」（2017年5月4日、テレビ朝日） - 藤田敏樹 役
- 逆転人生（2017年10月7日、NHK総合）
- 先に生まれただけの僕 第6話（2017年11月18日、日本テレビ）
- 未解決事件 File．06「赤報隊事件」（2018年1月27日、NHK総合）
- 68歳の新入社員（2018年6月18日、関西テレビ）
- 探偵が早すぎる 第1話・第2話・第4話（2018年7月19日・7月26日・8月9日、読売テレビ） - 大陀羅瑛 役
- 琥珀の夢（2018年10月5日、テレビ東京）
- 僕らは奇跡でできている 第3話（2018年10月23日、関西テレビ・フジテレビ系） - 動物園の飼育員・下柳 役
- 東京独身男子 第1話（2019年4月13日、テレビ朝日） - 岩倉和彦の兄 役
- 潤一（2019年7月13日 - 8月17日、関西テレビ）
- 竜の道 二つの顔の復讐者 第4話・第7話・第8話（2020年8月18日・9月8日・9月16日、関西テレビ・フジテレビ系） - エニウェイズ株式会社・相沢英明 役
- 青のSP―学校内警察・嶋田隆平― 第7話（2021年2月23日、関西テレビ・フジテレビ系）  - コンビニの店員・木下 役
- #コールドゲーム（2021年6月6日 - 、東海テレビ・フジテレビ） - 須賀晋三 役
- 特捜9（2024年） - 清田宗次 役
- ブラック・ジャック（2024年6月30日、テレビ朝日）[13][14]
- マウンテンドクター（2024年7月8日 - 9月16日、関テレ・フジテレビ） - シゲ 役[15]
- 秘密〜THE TOP SECRET〜 第7話・第8話（2025年3月10日・17日〈予定〉、関西テレビ・フジテレビ） - 千堂大臣の秘書 役[16]

### 映画
- ALWAYS 続・三丁目の夕日（2007年11月3日、東宝）
- アフタースクール（2008年5月24日、クロックワークス）
- ザ・マジックアワー（2008年6月7日、東宝）
- 罪とか罰とか（2009年2月28日、東京テアトル）
- クヒオ大佐（2009年10月10日、ショウゲート）
- るろうに剣心 京都大火編（2014年8月1日、ワーナー・ブラザース映画）
- MARCHING-明日へ-（2014年8月23日、MARCHING配給委員会）
- 劇場版『新・ミナミの帝王 THE KING OF MINAMI』（2017年1月14日、KATSU-do）
- おじいちゃん、死んじゃったって（2017年11月4日、マグネタイズ）
- 母さんがどんなに僕を嫌いでも（2018年11月16日、REGENTS）
- 九月の恋と出会うまで（2019年3月1日、ワーナー・ブラザース映画） - 刑事 役
- 五億円のじんせい（2019年7月20日、NEW CINEMA PROJECT（アミューズ、GYAO!））
- 引越し大名！（2019年8月30日、松竹）

### テレビCM
- ソフトバンクCM 「白戸家 アヤ交渉篇」「白戸家 アヤ再び交渉篇」